# Прапор Ліги арабських держав
Прапор Ліги арабських держав складається з зеленого прапора з печаткою Ліги арабських держав. Двадцять дві ланки ланцюга представляють двадцять двох членів Ліги на момент прийняття прапора. У центрі дається назва організації: «Ліга арабських держав» арабським письмом.
Є також кілька прапорів Ліги арабських держав, які зазвичай можна побачити на самітах Ліги арабських держав: один, перевернутий колір прапора Ліги арабських держав з білим фоном для президента саміту, був чітко помітний на саміті Ліги арабських держав у Бейруті (2002).
Старіші прапори Ліги арабських держав мають ланцюжки червоного або чорного кольору, арабське письмо чорного або золотого кольору з зеленим або білим півмісяцем, зазвичай прийняте в 1950-1970-х роках.

## Історія
Прапор був прийнятий 8 березня 1945 року як Державний прапор організації. Творець прапора невідомий. Прапор є офіційним прапором для Алжиру, Бахрейну, Джибуті, Єгипту, Іраку, Йорданії, Кувейту, Лівану, Лівії, Мавританії, Марокко, Оману, Палестини, Катару, Саудівської Аравії, Сомалі, Судану, Сирії, Тунісу, Об'єднаних Арабських Еміратів, Ємен . 

## Опис
Прапор містить модифіковану версію емблеми Ліги арабських держав, зображеної в центрі прапора на зеленому тлі. Двадцять дві ланки емблеми представляють двадцять дві країни-члени Ліги .

## Інші прапори

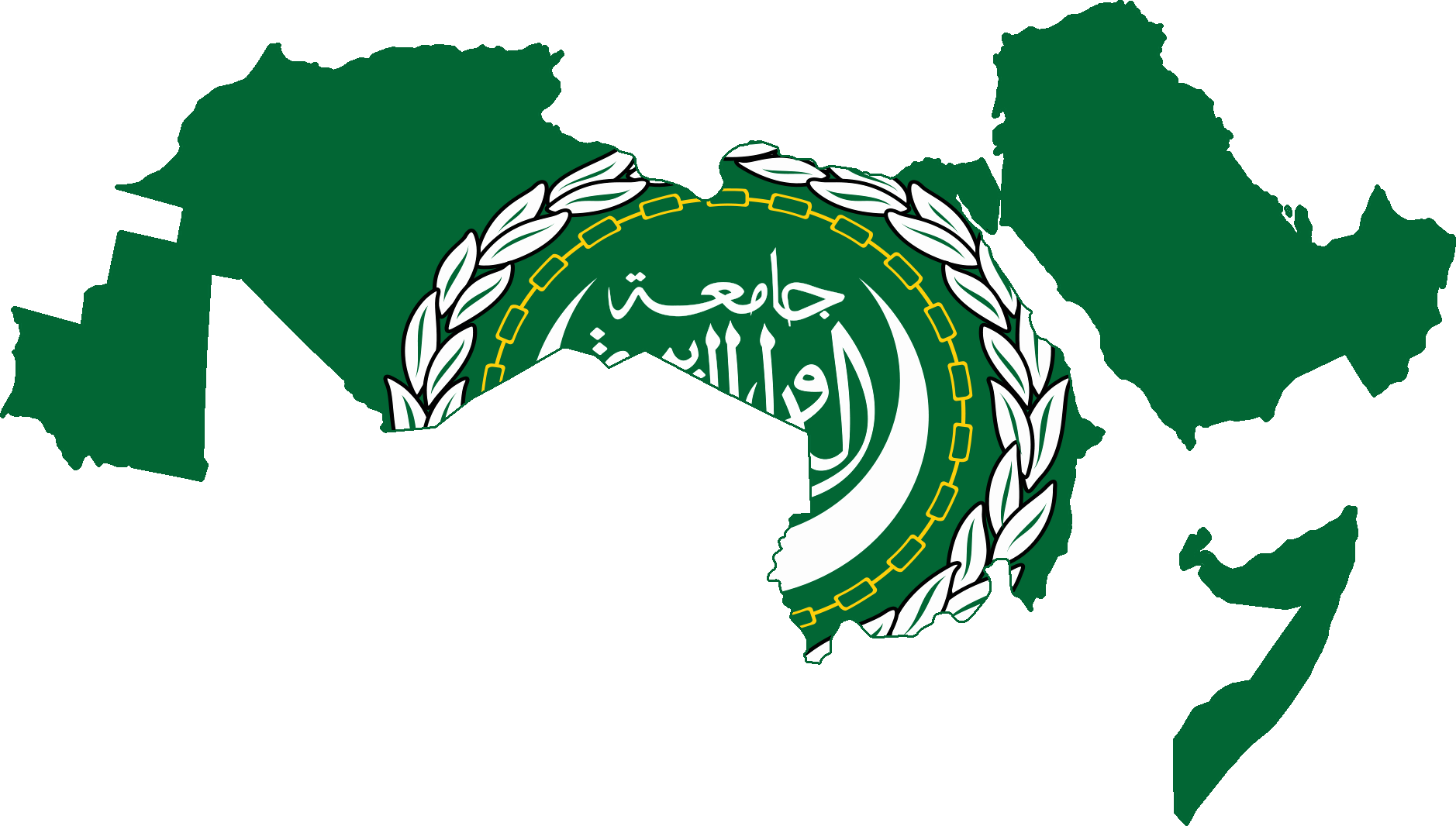
Карта прапора Ліги арабських держав
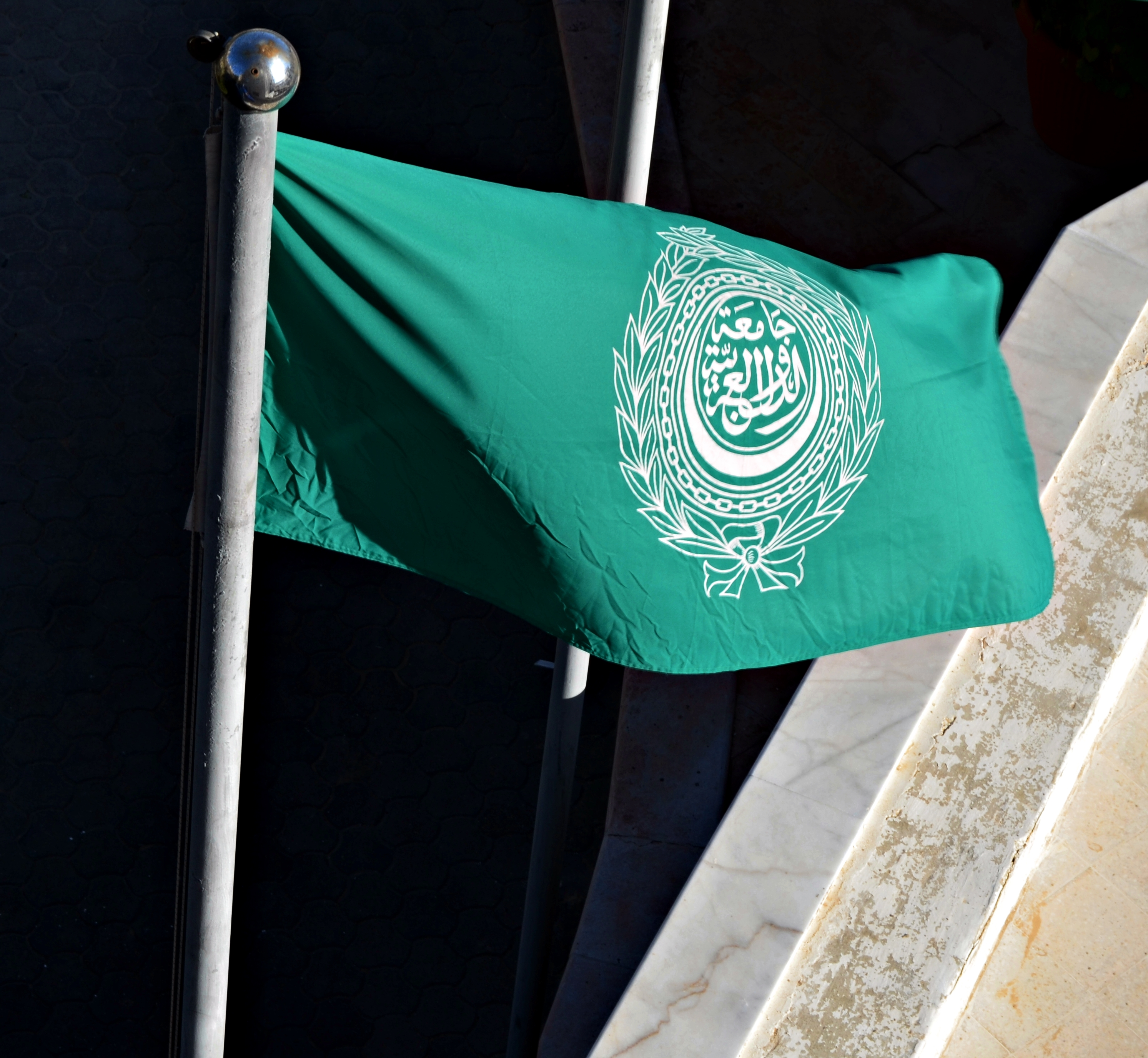
Прапор підняли в Аммані, Йорданія